# Yadisleidy Pedroso
Yadisleidis Pedroso González (* 28. Januar 1987 in Havanna) ist eine italienische Leichtathletin kubanischer Herkunft, die sich auf den 400-Meter-Hürdenlauf spezialisiert hat.

## Sportliche Laufbahn
Erste internationale Erfahrungen sammelte Yadisleidy Pedroso im Jahr 2009, als sie bei den Zentralamerika- und Karibikmeisterschaften in Havanna für Kuba startend in 57,73 s die Silbermedaille über 400 m Hürden hinter der Jamaikanerin Nickiesha Wilson gewann. Durch die Hochzeit mit ihrem Trainer Massimo Matrone zog sie 2011 nach Italien und wurde 2013 italienische Staatsbürgerin. Im Mai 2013 wurde sie beim Diamond League Meeting in Shanghai in 54,54 s Dritte und im Jahr darauf startete sie bei den Europameisterschaften in Zürich und belegte dort in 55,90 s den fünften Platz. 2015 kam sie bei den Weltmeisterschaften in Peking mit 1:25,15 min nicht über die erste Runde hinaus und im Jahr darauf nahm sie erstmals an den Olympischen Sommerspielen in Rio de Janeiro teil und gelangte dort bis ins Halbfinale, in dem sie mit 55,78 s ausschied. Auch bei den Weltmeisterschaften in London schied sie mit 55,95 s im Semifinale aus und 2018 siegte sie bei den Mittelmeerspielen in Tarragona in 55,40 s, ehe sie sich bei den Europameisterschaften in Berlin mit 55,80 s auf dem achten Platz klassierte. 2019 schied sie bei den Weltmeisterschaften in Doha mit 55,40 s im Halbfinale aus und 2021 nahm sie erneut an den Olympischen Sommerspielen in Tokio teil und schied dort mit 55,80 s im Halbfinale aus.
In den Jahren von 2013 bis 2015 sowie 2017 und 2018 wurde Pedroso italienische Meisterin im 400-Meter-Hürdenlauf.

## Persönliche Bestleistungen
- 300 m Hürden: 39,09 s, 3. Mai 2013 in Florenz
- 400 m Hürden: 54,54 s, 18. Mai 2013 in Shanghai